# Stazione di Lierna
Stazione di Lierna vasútállomás Olaszországban, Lombardia régióban, Lierna településen.

## Vasútvonalak
Az állomást az alábbi vasútvonalak érintik:
- Tirano–Lecco-vasútvonal

## Kapcsolódó állomások
A vasútállomáshoz az alábbi állomások vannak a legközelebb:
- Stazione di Olcio
- Stazione di Fiumelatte